# Gran Premi de l'Argentina
|  | Aquest article tracta sobre Fórmula 1. Si cerqueu informació sobre motociclisme, vegeu «Gran Premi de l'Argentina de motociclisme». |

El Gran Premi de l'Argentina va ser una carrera vàlida pel campionat mundial de Fórmula 1, que es va disputar de manera intermitent entre 1953 i 1998. Actualment no forma part del calendari de la Fórmula 1, però ha tingut una llarga i variada història.

## Història
Davant del desenvolupament de l'automobilisme argentí, el govern de Juan Domingo Perón va decidir construir el circuit al sur de la ciutat de Buenos Aires, que fou inaugurat l'any 1952. Aquest circuit es va construir gràcies a la iniciativa de diversos pilots argentins entre els quals es trobava Juan Manuel Fangio. Degut a la seva infraestructura és conegut com la Catedral de l'Automobilisme Argentí.
L'any 1953 es va córrer el primer Gran Premi de l'Argentina, la primera competició fora d'Europa de la Fórmula 1, guanyat pel pilot italià Alberto Ascari. Durant aquesta carrera va tenir lloc un accident on van perdre la vida 9 persones.
L'any després Fangio va poder guanyar la carrera al seu país, aconseguint fer-ho en dues ocasions més. El 1958, Stirling Moss va aconseguir la victòria. Amb la retirada de Fangio, i amb la caiguda del govern de Perón el Gran Premi de l'Argentina va desaparèixer del calendari de la Fórmula 1 més d'una dècada.
L'any 1972 el Gran Premi de l'Argentina va tornar al calendari amb Carlos Reutemann com a heroi local. Reutemann va aconseguir la pole a la seva primera cursa de Fórmula 1, sent el segon pilot en fer-ho. La carrera la va guanyar però el pilot Jackie Stewart. La Fórmula 1 es va continuar disputant a Argentina fins a 1981. El 1982 fou suspesa la carrera per la Guerra de las Malvines.
Un consorci privat va comprar la pista el 1991 i va iniciar la seva remodelació. El Gran Premi de l'Argentina va tornar a disputar-se l'any 1995, amb victòria per Damon Hill. Hill va guanyar també el 1996 (any en què va guanyar el campionat de pilots).
Ja l'any 1997 va guanyar Jacques Villeneuve (també guanyaria el campionat del món d'aquest any). Els problemes financers dels organitzadors van fer que la carrera de l'any 1998 fos l'última, guanyant-la Michael Schumacher, aconseguint la novena victòria per Ferrari.

## Resultats del Gran Premi de l'Argentina
| Temporada | Pilot              | Equip            | Data        | Resultats |
| --------- | ------------------ | ---------------- | ----------- | --------- |
| 1998      | Michael Schumacher | Ferrari          | 12 d'abril  | Resultats |
| 1997      | Jacques Villeneuve | Williams-Renault | 13 d'abril  | Resultats |
| 1996      | Damon Hill         | Williams-Renault | 7 d'abril   | Resultats |
| 1995      | Damon Hill         | Williams-Renault | 9 d'abril   | Resultats |
| 1981      | Nelson Piquet      | Brabham-Ford     | 12 d'abril  | Resultats |
| 1980      | Alan Jones         | Williams-Ford    | 13 de gener | Resultats |
| 1979      | Jacques Laffite    | Ligier-Ford      | 21 de gener | Resultats |
| 1978      | Mario Andretti     | Lotus-Ford       | 15 de gener | Resultats |
| 1977      | Jody Scheckter     | Wolf-Ford        | 9 de gener  | Resultats |
| 1975      | Emerson Fittipaldi | McLaren-Ford     | 12 de gener | Resultats |
| 1974      | Denny Hulme        | McLaren-Ford     | 13 de gener | Resultats |
| 1973      | Emerson Fittipaldi | Lotus-Ford       | 28 de gener | Resultats |
| 1972      | Jackie Stewart     | Tyrrell-Ford     | 23 de gener | Resultats |
| 1960      | Bruce McLaren      | Cooper-Climax    | 7 de febrer | Resultats |
| 1958      | Stirling Moss      | Cooper-Climax    | 19 de gener | Resultats |
| 1957      | Juan Manuel Fangio | Maserati         | 13 de gener | Resultats |
| 1956      | Luigi Musso        | Ferrari          | 22 de gener | Resultats |
| 1955      | Juan Manuel Fangio | Mercedes         | 16 de gener | Resultats |
| 1954      | Juan Manuel Fangio | Maserati         | 17 de gener | Resultats |
| 1953      | Alberto Ascari     | Ferrari          | 18 de gener | Resultats |